# Sanglechi
Sanglechi oder Sangletschi ist eine iranische Sprache, die in zwei Dörfern im afghanischen Distrikt Zebak gesprochen wird.
Sangletschi wird auch von etwa 1900 Menschen in Tadschikistan gesprochen, wo es Sanglitsch heißt. Der Name leitet sich vom Sangletsch-Tal ab. Sangletschi ist eng mit Ischkaschimi verwandt.